# Nord-Atlantique
Pour plus de détails, voir Fiche technique et Distribution.
Nord-Atlantique est un film dramatique français réalisé par Maurice Cloche, sorti en 1939.

## Synopsis
Barnes, second à bord du Portland, est détesté par l’ensemble de l’équipage. Peu avant le départ du navire, sa maîtresse est assassinée et les soupçons se portent naturellement sur lui. Plus tard, en pleine nuit, le capitaine Jeff Cooper trouve la mort en chutant du pont, ce qui vaut à Barnes d’être à nouveau accusé.

## Fiche technique
- Réalisation : Maurice Cloche
- Assistant réalisateur : Rodolphe Marcilly
- Scénario : Oscar-Paul Gilbert, d'après son roman éponyme paru chez Gallimard en 1934.
- Décors : Jean Bijon
- Photographie : Roger Hubert
- Montage : Kyra Bijou
- Son : Joseph de Bretagne
- Musique : Wal Berg
- Producteur : François Chavane
- Société de production et de distribution : Éclair-Journal
- Pays de production :  France
- Format :  Son mono - Noir et blanc
- Genre : Drame
- Durée : 90 min.
- Année de sortie en France : 1939

## Distribution
- René Dary : Barnes, le second du Portland, détesté par tout l'équipage
- Albert Préjean : Dick Kaufman
- André Alerme : Le capitaine Little
- Marie Déa : Mary
- Pierre Renoir : Le capitaine Jeff Cooper, commandant du Portland
- Jean Brochard : Dauphin, le patron
- Lucien Coëdel : Pomme d'Amour
- Jean Daurand : Gus
- Henri Crémieux : Sharp, le radio
- André Burgère : César
- Guy Favières : Le shérif
- Gérard Landry : Jaspers
- Franck Maurice : Un membre de l'équipage
- Robert Darène : Un membre de l'équipage
- Marcel Melrac : Un membre de l'équipage